# Емма Кінні
Емма Кінні (англ. Emma Kenney; нар. 14 вересня 1999, Нью-Йорк, США) — американська акторка, найбільш відома своїми ролями у телесеріалах «Безсоромні» (англ. Shameless) , «Епік».

## Кар'єра
Кенні з'явилася в ролі Деббі Галлахер, дочки Френка Галлагер (Вільям Мейсі) в комедійній драмі «Безсоромники». Кенні отримала роль у віці 10 років, коли навчалася у середній школі Парку в Скотч-Плейнс, штат Нью-Джерсі.
У вересні 2017 року було оголошено, що Кенні з'явиться в 10-му сезоні «Розанна», який став відродженням серіалу та прем'єрою на каналі ABC 27 березня 2018 року. Вона грає Гарріс Коннер Хілі, онуку головного героя ситкому. 29 травня 2018 року ABC скасувала відродження після одного сезону.